# Super Liga de Uzbekistán 2022
La temporada 2022 de la Super Liga de Uzbekistán fue la 31.ª temporada de la máxima categoría del fútbol en Uzbekistán desde 1992. Comenzó el 2 de marzo y finalizó el 12 de noviembre.
El Pajtakor Tashkent fue el campeón defensor y revalidó la corona.

## Equipos
Los clubes Turon Yaypan, Andijon y Mash'al fueron relegados de categoría. Por otra parte ascendieron Neftchi Fergana como campeón de la Primera Liga de Uzbekistán 2021 y Dinamo Samarcanda y FK Olympic.
| Club               | Ciudad     | Estadio             | Capacidad |
| ------------------ | ---------- | ------------------- | --------- |
| AGMK               | Olmaliq    | OKMK Sport Majmuasi | 12 000    |
| Neftchi Fergana    | Ferganá    | Fergana             | 20 000    |
| Bunyodkor          | Taskent    | Bunyodkor           | 34 000    |
| Kokand 1912        | Kokand     | Markaziy            | 12 278    |
| Lokomotiv Tashkent | Taskent    | Lokomotiv           | 8000      |
| Dinamo Samarcanda  | Samarcanda | Dinamo              | 12 820    |
| Metallurg Bekabad  | Bekobod    | Metallurg           | 15 000    |
| Nasaf Qarshi       | Qarshi     | Markaziy            | 16 000    |
| Navbahor Namangan  | Namangán   | Markaziy            | 22 000    |
| Pajtakor           | Taskent    | Pakhtakor Markaziy  | 35 000    |
| Qizilqum Zarafshon | Zarafshon  | Yoshlar             | 12 500    |
| Sogdiana Jizzakh   | Yizaj      | Sogdiana            | 11 650    |
| Surkhon Termez     | Termez     | Alpamish            | 6000      |
| Olympic            | Taskent    | JAR                 | 8500      |

## Desarrollo

### Clasificación
Actualizado el 12 de noviembre de 2022.
| Pos. | Equipo                | Pts. | PJ | G  | E  | P  | GF | GC | Dif. | Clasificación o descenso                 |
| ---- | --------------------- | ---- | -- | -- | -- | -- | -- | -- | ---- | ---------------------------------------- |
| 1    | Pajtakor (C)          | 54   | 26 | 15 | 9  | 2  | 47 | 18 | +29  | Fase de grupos de la Liga de Campeones   |
| 2    | Navbahor              | 53   | 26 | 15 | 8  | 3  | 33 | 15 | +18  | Ronda preliminar de la Liga de Campeones |
| 3    | Nasaf                 | 49   | 26 | 13 | 10 | 3  | 37 | 16 | +21  | Fase de grupos de la Liga de Campeones   |
| 4    | AGMK                  | 44   | 26 | 13 | 5  | 8  | 44 | 23 | +21  | Ronda preliminar de la Liga de Campeones |
| 5    | Qizilqum              | 39   | 26 | 12 | 3  | 11 | 34 | 36 | −2   |                                          |
| 6    | Olympic               | 35   | 26 | 7  | 14 | 5  | 31 | 28 | +3   |                                          |
| 7    | Sogdiana              | 34   | 26 | 9  | 7  | 10 | 31 | 31 | 0    |                                          |
| 8    | Bunyodkor             | 34   | 26 | 9  | 7  | 10 | 28 | 36 | −8   |                                          |
| 9    | Neftchi Fergana       | 32   | 26 | 8  | 8  | 10 | 31 | 32 | −1   |                                          |
| 10   | Metallurg             | 32   | 26 | 8  | 8  | 10 | 19 | 27 | −8   |                                          |
| 11   | Surkhon               | 26   | 26 | 7  | 5  | 14 | 25 | 44 | −19  |                                          |
| 12   | Lokomotiv (D)         | 24   | 26 | 6  | 6  | 14 | 22 | 36 | −14  | Play-off de permanencia                  |
| 13   | Kokand 1912 (D)       | 22   | 26 | 4  | 10 | 12 | 20 | 37 | −17  | Descenso a la Uzbekistán Pro League      |
| 14   | Dinamo Samarcanda (D) | 15   | 26 | 3  | 6  | 17 | 24 | 47 | −23  | Descenso a la Uzbekistán Pro League      |

 Fuente: Socceway
Criterios de clasificación: 1) Puntos; 2) Puntos en partidos directos; 3) Gol diferencia en partidos directos; 4) Goles de visitante en partidos directos; 5) Gol diferencia; 6) Goles anotados.
Notas:
1. ↑  Nasaf clasificó a la fase de grupos de la Liga de Campeones como campeón de la Copa de Uzbekistán 2022.
2. 1 2  Puntos en partidos directos: Sogdiana 4, Bunyodkor 1.
3. 1 2  Puntos en partidos directos: Neftchi Fergana 3, Metallurg 3. Diferencia de goles en partidos directos: Neftchi Fergana +2, Metallurg –2.

### Resultados
| Local \ Visitante | AGM | DIN | BUN | KOK | LOK | NEF | MET | NAS | NAV | PAK | QIZ | SOG | SUR | OLY |
| ----------------- | --- | --- | --- | --- | --- | --- | --- | --- | --- | --- | --- | --- | --- | --- |
| AGMK              |     | 4–0 | 0–0 | 3–0 | 4–0 | 3–1 | 0–1 | 2–2 | 1–2 | 0–2 | 0–1 | 3–2 | 2–1 | 6–0 |
| Dinamo Samarcanda | 1–2 |     | 1–2 | 2–0 | 3–1 | 1–1 | 0–1 | 0–4 | 0–1 | 0–2 | 0–0 | 1–2 | 1–3 | 1–1 |
| Bunyodkor         | 0–1 | 2–1 |     | 0–0 | 2–1 | 1–2 | 1–1 | 1–4 | 2–1 | 0–2 | 1–2 | 0–0 | 2–1 | 1–5 |
| Kokand            | 0–0 | 1–1 | 0–1 |     | 0–0 | 3–3 | 1–0 | 0–1 | 1–1 | 1–1 | 1–3 | 2–1 | 2–3 | 1–0 |
| Lokomotiv         | 2–1 | 1–1 | 0–0 | 1–2 |     | 1–3 | 3–1 | 0–1 | 0–2 | 0–2 | 1–0 | 0–1 | 2–0 | 1–2 |
| Neftchi Fergana   | 1–3 | 4–1 | 1–3 | 1–0 | 0–1 |     | 3–0 | 1–1 | 1–2 | 0–2 | 2–1 | 1–2 | 3–0 | 0–0 |
| Metallurg         | 1–0 | 2–1 | 1–2 | 0–0 | 1–1 | 1–0 |     | 0–2 | 0–1 | 0–2 | 1–1 | 2–1 | 0–0 | 0–0 |
| Nasaf             | 0–0 | 1–0 | 1–1 | 2–1 | 0–0 | 0–1 | 1–1 |     | 0–1 | 0–0 | 5–0 | 1–1 | 2–0 | 2–2 |
| Navbahor          | 3–1 | 2–0 | 2–1 | 2–0 | 2–0 | 0–0 | 0–0 | 0–0 |     | 1–1 | 1–0 | 1–2 | 2–0 | 1–1 |
| Pajtakor          | 0–0 | 3–2 | 2–3 | 5–2 | 2–0 | 1–0 | 2–1 | 0–1 | 1–0 |     | 6–0 | 2–0 | 2–2 | 1–1 |
| Qizilqum          | 1–4 | 4–1 | 3–1 | 1–1 | 2–0 | 3–0 | 0–1 | 1–2 | 1–2 | 0–2 |     | 2–1 | 2–0 | 2–1 |
| Sogdiana          | 0–2 | 1–0 | 2–0 | 3–0 | 2–2 | 0–0 | 2–0 | 1–2 | 0–0 | 2–2 | 0–3 |     | 0–1 | 1–1 |
| Surkhon           | 1–2 | 1–4 | 1–0 | 1–0 | 2–1 | 1–1 | 1–2 | 0–2 | 1–2 | 1–1 | 2–0 | 2–4 |     | 0–5 |
| Olympic           | 1–0 | 1–1 | 1–1 | 1–1 | 0–3 | 1–1 | 2–1 | 2–0 | 1–1 | 1–1 | 0–1 | 1–0 | 0–0 |     |

## Play-off por la permanencia
| Promoción; 25 de noviembre | Turon Yaypan                     | 2 – 1   | Lokomotiv      | O'zbekiston Stadioni, Yaypan                                |                                                             |
| 15:00 (UTC+5)              | - Murtazaev 12' - Abdunabiev 76' | Reporte | Kodirkulov 37' | Asistencia: 3500 espectadores Árbitro(s): Asker Najafaliyev | Asistencia: 3500 espectadores Árbitro(s): Asker Najafaliyev |

- Turon Yaypan ascendió a la Super Liga de Uzbekistán, Lokomotiv descendió a la Uzbekistán Pro League.

## Estadísticas

### Goleadores
| Pos. | Jugador                 | Club               | Goles |
| ---- | ----------------------- | ------------------ | ----- |
| 1    | Dragan Ćeran            | Pakhtakor Tashkent | 20    |
| 2    | Temurkhuja Abdukholiqov | Qizilqum           | 12    |
| 2    | Martin Boakye           | AGMK               | 12    |
| 4    | Zoran Marušić           | Navbahor Namangan  | 11    |
| 5    | Khusayin Norchaev       | Nasaf              | 9     |
| 5    | Shokhruz Norkhonov      | Sogdiana Jizzakh   | 9     |
| 7    | Ruben Sánchez           | Surkhon Termez     | 8     |
| 7    | Otabek Jurakuziyev      | Olympic            | 8     |
| 7    | Marat Bikmoev           | Dinamo Samarcanda  | 8     |
| 10   | Shokhnazar Norbekov     | Kokand 1912        | 7     |
| 10   | Khursid Giyosov         | AGMK               | 7     |